# Worldline Schweiz
Die Worldline Schweiz AG (bis November 2021: SIX Payment Services AG, vorher: SIX Card Solutions AG; resp. Telekurs Card Solutions AG) mit Sitz in Zürich ist ein Schweizer Finanzdienstleistungsunternehmen im Bereich des bargeldlosen Zahlungsverkehrs.

## Geschichte
Als eines der ersten Vorgängerunternehmen wurde 1985 die 3 C - Systems AG in Urdorf gegründet und Ende 2002 in Telekurs Card Solutions AG umbenannt; im Rahmen einer Konsolidierung wurden rückwirkend per Anfang 2003 die assoziierten Unternehmen Hotseven AG, ComOp AG und Soplex AG übernommen und absorbiert. Anfang 2005 wurde das Unternehmen an den Telekurs-Hauptsitz nach Zürich verlegt.
Mit dem Zusammenschluss der Börsenbetreiberin SWX Swiss Exchange, dem Wertpapier- und Clearingdienstleister SIS SEGAINTERSETTLE und dem Finanzdatendienstleister Telekurs Holding zur Schweizer Finanzplatzholding SIX Group per Anfang 2008, wurden die Tochterunternehmen sukzessive unter der neuen Dachmarke SIX eingegliedert; im August 2008 erfolgte die Umfirmierung zu SIX Card Solutions AG.
Per Ende 2011, wirksam auf Anfang 2012, wurden die Zahlungsdienstleistungsunternehmen neu zusammengefasst, dabei übernahm die zuvor in Genf ansässige SIX Multipay AG ihre Schwesterunternehmen SIX Multi Solutions AG, SIX Card Solutions AG, SIX Paynet AG und PayNet International AG unter Verlegung des Sitzes nach Zürich und Umfirmierung zu SIX Payment Services AG. Vom Schweizer Mitbewerber Viseca wurde Mitte 2017 die Aduno SA mit Sitz in Bedano übernommen, in SIX Payment AG umbenannt und 2018 rückwirkend per Jahresanfang mittels Fusion absorbiert.
Im November 2017 wurde Seitens SIX bekanntgegeben, dass man eine «strategische Partnerschaft» für das Kartengeschäfts suche; am 15. Mai 2018 gab man bekannt, dass man mit der französischstämmigen Worldline SA einig geworden sei. Für den de-facto Verkauf wurde der Wert der SIX Payment Services AG auf rund 2,75 Milliarden Schweizer Franken (respektive 2,3 Milliarden Euro) festgelegt für welchen SIX neben 338 Millionen Franken als Barbetrag rund 49,1 Millionen neu ausgegebener Worldline-Aktien übernahm und mit 27 Prozent Aktienanteil, neben der ursprünglichen Worldline-Muttergesellschaft AtoS zum zweitgrössten Einzelaktionär wurde.
Mit der Eingliederung von über 1300 Mitarbeiten von SIX Payment Services in der Schweiz, Luxemburg, Österreich, Deutschland und Polen, das mehr als 200'000 Händler betreut, sicherte sich Worldline eine Umsatzsteigerung von 30 %, sowie die Marktführerschaft in der Schweiz, Österreich und Luxemburg. Worldline verfolgte mit diesem Vorgehen das Ziel, einer der europäischen Marktführer im Bereich Zahlungsverkehrs- und Transaktionsdienstleistungen zu sein.
- 2021 SIX Payment Services übernimmt PAYONE Switzerland AG
- 2021 SIX Payment Services ändert den Firmennamen zu Worldline Schweiz

## Dienstleistungen
Worldline bietet eine breite Palette an Zahlungslösungen und -dienstleistungen, wie z. B. Acquiring im Handel und online, hochsichere Zahlungsabwicklung, ein grosses Angebot an verschiedenen Zahlungsterminals sowie Lösungen für das E-Ticketing und weitere digitale Dienstleistungen.

## Worldline SA
Worldline ist ein global im Zahlungsverkehr tätiges Unternehmen, mit über 18'000 Mitarbeitenden in mehr als 40 Ländern. Zu den von Worldline angebotenen Dienstleistungen zählen das nationale und internationale Commercial Acquiring sowohl für den stationären Handel als auch im Online-Geschäft, die hochsichere Abwicklung von Zahlungstransaktionen sowie weitere digitale Dienstleistungen. Im Jahr 2023 erzielte Worldline einen Pro-forma-Umsatz von 4,6 Milliarden Euro.